# Harald Kylin
Johan Harald Kylin, född 5 februari 1879 i Ornunga församling i Älvsborgs län, död 16 december 1949 i Lund, var en svensk botaniker. 

## Biografi
Kylin blev filosofie doktor och docent i botanik vid Uppsala universitet 1907, lektor vid folkskoleseminariet i Uppsala 1918 och 1920 professor i botanik vid Lunds universitet. Kylin företog flera vetenskapliga resor bland annat för algologiska studier till skilda delar av Sverige, till Norge, Storbritannien, Frankrike, Italien och USA, där han sommaren 1924 på uppdrag av universitetet i Seattle ledde en algologisk kurs vid biologiska stationen i Friday Harbor. Kylin undersökte ingående algfloran vid den svenska västkusten. I en serie avhandlingar 1909–1918 behandlade han algernas biokemi, särskilt med hänsyn till deras färgämnen och kolhydrater. I senare arbeten 1928–1932 drog han upp riktlinjerna för ett nytt floridésystem[förklaring behövs] och utredde brunalgernas generationsväxling och utvecklingshistoria (1933). Kylin utgav även arbeten över växtsociologi och växtbiologi. Han var redaktör för Botaniska notiser 1922–1928. Han blev 1939 ledamot av Vetenskapsakademien.